# Cercle Brugge in het seizoen 2011/12
Hieronder staan de statistieken en wedstrijden van de Belgische voetbalploeg Cercle Brugge in het seizoen 2011-2012.

## Resultaten
- Cercle strandde in de Beker van België in de 1/8 finales.
- De vereniging verloor op de laatste speeldag van Sporting Lokeren en zakte zo van de 5de naar de 7de plaats en het kwam dus terecht in Play-off II.
- Cercle won Play-off IIA. In de finale van Play-off II werd gespeeld tegen RAEC Mons en gewonnen.
- In het barrageduel om een Europese ticket tegen de vierde van Play-off I AA Gent verloor de vereniging zowel de heen- als terugwedstrijd.

## Seizoensverloop
Na de wedstrijd tegen Beerschot op de 6de speeldag verkreeg Cercle voor het eerst sinds 1962 de leidersplaats in de eerste klasse.

## Spelerskern
| Naam                 | Positie | Nationaliteit           | Rugnummer | Contract tot |
| -------------------- | ------- | ----------------------- | --------- | ------------ |
| Bram Verbist         | GK      | Vlag van België         | 25        | 2014         |
| Jo Coppens           | GK      | Vlag van België         | 39        | 2014         |
| Nicaise Kudimbana    | GK      | Vlag van Congo-Kinshasa | 16        | 2012         |
| Anthony Portier      | V       | Vlag van België         | 3         | 2013         |
| Bernt Evens          | V       | Vlag van België         | 4         | 2013         |
| Gregory Mertens      | V       | Vlag van België         | 5         | 2013         |
| Hans Cornelis        | V       | Vlag van België         | 8         | 2015         |
| Nuno Reis            | V       | Vlag van Portugal       | 10        | 2012         |
| Niels Mestdagh       | V       | Vlag van België         | 38        |              |
| Luciano Dompig       | M       | Vlag van Nederland      | 12        | 2013         |
| Kevin Janssens       | M       | Vlag van België         | 18        |              |
| Tony Sergeant        | M       | Vlag van België         | 17        | 2012         |
| Lukas Van Eenoo      | M       | Vlag van België         | 24        | 2015         |
| Arnar Viðarsson      | M       | Vlag van IJsland        | 6         | 2013         |
| Karel Van Roose      | M       | Vlag van België         | 28        | 2015         |
| Brecht Van der Beke  | M       | Vlag van België         | 27        | 2013         |
| Amido Baldé          | A       | Vlag van Portugal       | 19        | 2012         |
| Rudy                 | A       | Vlag van Portugal       | 14        | 2012         |
| Kristof D'haene      | A       | Vlag van België         | 30        | 2015         |
| Honour Gombami       | A       | Vlag van Zimbabwe       | 23        | 2012         |
| Oleg Iachtchouk      | A       | Vlag van Oekraïne       | 9         | 2013         |
| Wang Yang            | A       | Vlag van China          | 11        | 2013         |
| Arne Naudts          | A       | Vlag van België         | 34        | 2016         |
| Igor Vetokele        | A       | Vlag van België         | 7         | 2013         |
| Andréa Mbuyi-Mutombo | A       | Vlag van België         |           | 2012         |

### Uitgeleende spelers
- Rubin Dantschotter aan Sparta Rotterdam
- Denis Viane aan Antwerp FC
- Papa Sene aan KSV Roeselare
- Jonas Buyse aan KV Woluwe-Zaventem

## Transfers

### Transfers in het tussenseizoen (juni-augustus 2011)
IN:
- Luciano Dompig (Almere City FC)
- Kevin Janssens (KV Turnhout)
- Amido Baldé (Sporting Lissabon)
- Rudy (Atletico Lissabon)

UIT:
- Reynaldo (terug naar RSC Anderlecht)
- Cedric Vanhee (KVK Torhout)
- Milan Purovic (terug naar Sporting Lissabon)
- William Owusu (KVC Westerlo)
- Serhij Serebrennikov (KSV Roeselare)
- Frederik Boi (OH Leuven)

### Transfers in de winterstop (januari 2011)
IN:
- Andréa Mbuyi-Mutombo (Standard Luik)
- William Carvalho (Sporting Lissabon)

UIT:
- Renato Neto (Sporting Lissabon)
- Dominic Foley (Limerick FC)

## Technische staf

### Trainersstaf
- Hoofdtrainer: Bob Peeters
- Assistent-trainer: Ronny Desmedt
- Assistent-trainer: Lorenzo Staelens
- Fysiek trainer: Wim Langenbick
- Keepertrainer: Danny Vandevelde

### Sportmanagement
- Sports manager: Patrick Rotsaert

### Scouting
- Hoofdscout: Lorenzo Staelens
- Scouts: Jules Govaert, Dirk Mostaert en David Colpaert

### Medische staf
- Arts: Marc Soenen
- Kine: Albert Van Osselaer en Geert Leys

## Programma
Bron:

### Oefenwedstrijden
| datum      | thuisploeg        | bezoekers           | score | doelpunten Cercle              | opmerkingen                                |
| ---------- | ----------------- | ------------------- | ----- | ------------------------------ | ------------------------------------------ |
| 21/06/11   | KWS Oudenburg     | Cercle Brugge       | 0-4   | Baldé, Janssens, Gombami, Neto |                                            |
| 24/06/11   | Lierse SK         | Cercle Brugge       | 0-1   | Reis                           |                                            |
| 25/06/11   | SK Oostnieuwkerke | Cercle Brugge       | 0-3   | D'Haene, Van Roose, Foley      |                                            |
| 28/06/11   | Cercle Brugge     | STVV                | 0-1   |                                | Deze wedstrijd wordt gespeeld in Torhout   |
| 02/07/11   | Cercle Brugge     | Oud-Heverlee Leuven | 2-2   | Janssens, Naudts               | Deze wedstrijd wordt gespeeld in Veldegem  |
| 06/07/11   | Cercle Brugge     | Westerlo            | 0-2   |                                | Deze wedstrijd wordt gespeeld in Varsenare |
| 08/07/11   | KV Oostende       | Cercle Brugge       | 0-0   |                                |                                            |
| 12/07/11   | NAC Breda         | Cercle Brugge       | 1-1   | Rudy                           |                                            |
| 16/07/11   | Cercle Brugge     | KSV Roeselare       | 1-3   | Naudts                         | Deze wedstrijd wordt gespeeld in Eernegem  |
| 20/07/11   | Cercle Brugge     | KV Mechelen         | 1-1   | Van Eenoo                      |                                            |
| 23/07/2011 | Cercle Brugge     | Levante             | 1-1   | D'Haene                        |                                            |

### Competitiewedstrijden

#### Reguliere competitie
| datum      | speeldag | thuisploeg          | bezoekers          | score | doelpunten                                                             | puntenaantal Cercle | opmerkingen                                                                    |
| ---------- | -------- | ------------------- | ------------------ | ----- | ---------------------------------------------------------------------- | ------------------- | ------------------------------------------------------------------------------ |
| 30/07/2011 | 1        | AA Gent             | Cercle Brugge      | 0-1   | Iachtchouk 0-1(pen)                                                    | 3                   |                                                                                |
| 06/08/2011 | 2        | Cercle Brugge       | RAEC Mons          | 1-1   | Rudy 1-0, Perbet 1-1                                                   | 4                   |                                                                                |
| 13/08/2011 | 3        | KV Kortrijk         | Cercle Brugge      | 2-0   | Monrose 1-0, Vandenbroeck 2-0                                          | 4                   |                                                                                |
| 20/08/2011 | 4        | Cercle Brugge       | Racing Genk        | 3-2   | Janssens 1-0, Viane 1-1(own), Janssens 2-1, Viane 2-2 (own), Rudy 3-2  | 7                   |                                                                                |
| 27/08/2011 | 5        | KVC Westerlo        | Cercle Brugge      | 1-3   | D'Haene 0-1, D'Haene 0-2, Marcao 1-2, Rudy 1-3                         | 10                  |                                                                                |
| 10/09/2011 | 6        | Cercle Brugge       | Germinal Beerschot | 2-1   | Rudy 1-0, Rudy 2-0, Sidibe 2-1                                         | 13                  |                                                                                |
| 17/09/2011 | 7        | Cercle Brugge       | SK Lierse          | 0-0   |                                                                        | 14                  |                                                                                |
| 25/09/2011 | 8        | Standard Luik       | Cercle Brugge      | 0-0   |                                                                        | 15                  |                                                                                |
| 01/10/2011 | 9        | Cercle Brugge       | Sint-Truidense VV  | 2-2   | Ghoochannejhad 0-1, Cornelis 1-1, Baldé 2-1, Reis 2-2 (own)            | 16                  |                                                                                |
| 15/10/2011 | 10       | KV Mechelen         | Cercle Brugge      | 1-2   | Neto 0-1, Vetokele 0-2, Gorius 1-2(pen)                                | 19                  |                                                                                |
| 22/10/2011 | 11       | Cercle Brugge       | OH Leuven          | 2-0   | Janssens 1-0, Van Eenoo 2-0                                            | 22                  |                                                                                |
| 30/10/2011 | 12       | SV Zulte Waregem    | Cercle Brugge      | 1-1   | Jasjtsjoek 0-1, Delaplace 1-1                                          | 23                  |                                                                                |
| 6/11/2011  | 13       | Cercle Brugge       | RSC Anderlecht     | 1-0   | Rudy 1-0                                                               | 26                  |                                                                                |
| 20/11/2011 | 14       | Club Brugge         | Cercle Brugge      | 1-0   | Dirar 1-0                                                              | 26                  |                                                                                |
| 26/11/2011 | 15       | Cercle Brugge       | Sporting Lokeren   | 1-1   | Van Eenoo 1-0, Overmeire 1-1                                           | 27                  |                                                                                |
| 03/12/2011 | 16       | Cercle Brugge       | KV Kortrijk        | 1-2   | Veselinovic 0-1, Pavlovic 0-2, Vetokele 2-1                            | 27                  |                                                                                |
| 10/12/2011 | 17       | RAEC Mons           | Cercle Brugge      | 0-2   | Rudy 0-1, Iachtouck 0-2                                                | 30                  |                                                                                |
| 18/12/2011 | 18       | Cercle Brugge       | AA Gent            | 0-1   | Van Der Bruggen 0-1                                                    | 30                  | Oorspronkelijk op 16/12 maar uitgesteld wegens de slechte weersomstandigheden. |
| 26/12/2011 | 19       | Racing Genk         | Cercle Brugge      | 4-2   | Vetokele 0-1, Barda 1-1, Evens 1-2, Benteke 2-2, Vossen 3-2, Camus 4-2 | 30                  |                                                                                |
| 14/01/2012 | 20       | Cercle Brugge       | Westerlo           | 3-1   | Baldé 1-0, De Petter 1-1, Vetokele 2-1, Rudy 3-1                       | 33                  |                                                                                |
| 21/01/2012 | 21       | Germinal Beerschot  | Cercle Brugge      | 4-0   | MacDonald 1-0, Nyoni 2-0, Losada 3-0, Losada 4-0                       | 33                  |                                                                                |
| 25/01/2012 | 22       | SK Lierse           | Cercle Bugge       | 2-2   | Sonck 1-0, Grncarov (own) 1-1, Baldé 1-2, Bidaoui 2-2                  | 34                  |                                                                                |
| 29/01/2012 | 23       | Cercle Brugge       | Standard Liège     | 0-1   | Batshuayi 0-1                                                          | 34                  |                                                                                |
| 4/02/2012  | 24       | Sint-Truiden        | Cercle Brugge      | 0-1   | Vetokele 0-1                                                           | 37                  |                                                                                |
| 11/02/2012 | 25       | Cercle Brugge       | KV Mechelen        | 1-0   | Baldé 1-0                                                              | 40                  |                                                                                |
| 18/02/2012 | 26       | Oud-Heverlee Leuven | Cercle Brugge      | 2-3   | Chuka 1-0, Van Eenoo 1-1, Mertens 1-2, Dejmek 2-2, D'Haene 2-3         | 43                  |                                                                                |
| 18/02/2012 | 27       | Cercle Brugge       | SV Zulte-Waregem   | 1-0   | Portier 1-0                                                            | 46                  |                                                                                |
| 04/03/2012 | 28       | RSC Anderlecht      | Cercle Brugge      | 4-0   | Gillet 1-0, Mbokani, 2-0 en 3-0, Kabangu 4-0                           | 46                  |                                                                                |
| 18/03/2012 | 29       | Cercle Brugge       | Club Brugge        | 1-2   | Van Eenoo 1-0, Akpala 1-1, Akpala 1-2                                  | 46                  |                                                                                |
| 21/03/2012 | 30       | Sporting Lokeren    | Cercle Brugge      | 1-0   | Fall 1-0                                                               | 46                  |                                                                                |

#### Play-off IIA
| datum      | speeldag | thuisploeg          | bezoekers           | score | doelpunten | puntenaantal Cercle | opmerkingen                       |
| ---------- | -------- | ------------------- | ------------------- | ----- | --- | ------------------- | --------------------------------- |
| 31/03/2012 | 1        | KV Mechelen         | Cercle Brugge       | 0-3   | Iachtchouck 0-1, Van Eenoo 0-2, Van Eenoo 0-3                                                                                      | 3                   |                                   |
| 07/04/2012 | 2        | Cerlce Brugge       | Oud-Heverlee Leuven | 6-4   | Rudy 1-0, Vetokele 2-0, Gislason 2-1, Carvalho 3-1, Remacle 3-2, Azevedo 3-3, Portier 4-3, Iachtchouk 5-3, Iakovenko 5-4, Rudy 6-4 | 6                   |                                   |
| 13/04/2012 | 3        | Cercle Brugge       | SK Lierse           | 0-0   | | 7                   |                                   |
| 21/04/2012 | 4        | SK Lierse           | Cercle Brugge       | 2-2   | Claasen 1-0, Van Eenoo 1-1, Maric 2-1, Van Eenoo 2-2                                                                               | 8                   |                                   |
| 28/04/2012 | 5        | Oud-Heverlee Leuven | Cercle Brugge       | 3-2   | Baldé 0-1, Baldé 0-2, Remacle 1-2(pen), Ruytinckx 2-2, Remacle 3-2                                                                 | 8                   |                                   |
| 05/05/2012 | 6        | Cercle Brugge       | KV Mechelen         | 3-1   | Vetokele 1-0, Rudy 2-0, Ruiz 2-1, Rudy 3-1                                                                                         | 11                  | Cercle is winnaar van Play-off 2a |

#### Finale Play-off 2
| datum      | ronde | thuisploeg    | bezoekers     | score | doelpunten                                                        | opmerkingen                                                                                 |
| ---------- | ----- | ------------- | ------------- | ----- | ----------------------------------------------------------------- | ------------------------------------------------------------------------------------------- |
| 10/05/2012 | heen  | RAEC Mons     | Cercle Brugge | 0-1   | Rudy 0-1                                                          |                                                                                             |
| 13/05/2012 | terug | Cercle Brugge | RAEC Mons     | 3-2   | Jarju 0-1, Van Eenoo 1-1, Gombami 2-1, Mertens 3-1, De Belder 3-2 | Cercle speelt het barrageduel voor een Europees ticket tegen vierde in Play-off I KAA Gent. |

#### Barrageduel om Europese ticket
| datum      | ronde | thuisploeg    | bezoekers     | score | doelpunten                                                                             | opmerkingen |
| ---------- | ----- | ------------- | ------------- | ----- | -------------------------------------------------------------------------------------- | ----------- |
| 17/05/2012 | heen  | Cercle Brugge | AA Gent       | 1-5   | Maréval 0-1, Coulibaly 0-2, Gombami 1-2, El Ghanassy 1-3, Jørgensen 1-4, Jørgensen 1-5 |             |
| 20/05/2012 | terug | AA Gent       | Cercle Brugge | 2-1   | Dompig 0-1, Mboyo 1-1, Mboyo 2-1                                                       |             |

### Beker van België
| datum      | ronde       | thuisploeg    | bezoekers          | score                 | doelpunten     | opmerkingen                    |
| ---------- | ----------- | ------------- | ------------------ | --------------------- | -------------- | ------------------------------ |
| 26/10/2010 | 1/16 finale | Cercle Brugge | Racing Mechelen    | 1-0                   | Iachtchouk 1-0 |                                |
| 26/10/11   | 1/8 finale  | Cercle Brugge | Germinal Beerschot | 0-1 (na verlengingen) | Rojas 0-1      | Cercle Brugge is uitgeschakeld |